# Jozef Mannaerts
Jozef Mannaerts
(Geel, 31 mei 1923 – Bonheiden, 22 oktober 2012) was een Belgische voetballer die zijn carrière begon bij KFC Verbroedering Geel. Na een periode van 4 jaar mocht hij de kleuren van Racing Mechelen verdedigen. In die gloriejaren werd hij in 1952 topschutter in de Belgische Ere Afdeling met 23 goals. In de geschiedenis echter stond Rik Coppens steeds als topschutter van 1952 met 22 doelpunten, maar omdat de wedstrijd Standard - RC Mechelen van 2-4 naar 0-5 forfait werd omgezet bleven evenwel de doelpunten tellen, waardoor Mannaerts van 21 naar 23 doelpunten sprong en meteen topschutter werd.Samen met Racing Mechelen werd hij vicekampioen en speelde de finale van de Beker van België in 1954.
Mannaerts was ook oud-strijder in de Tweede Wereldoorlog.